# Projektilspitze

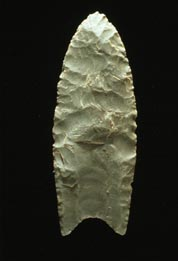
Clovis-Spitze, das charakteristische Werkzeug der frühesten flächig verbreiteten Kultur Amerikas

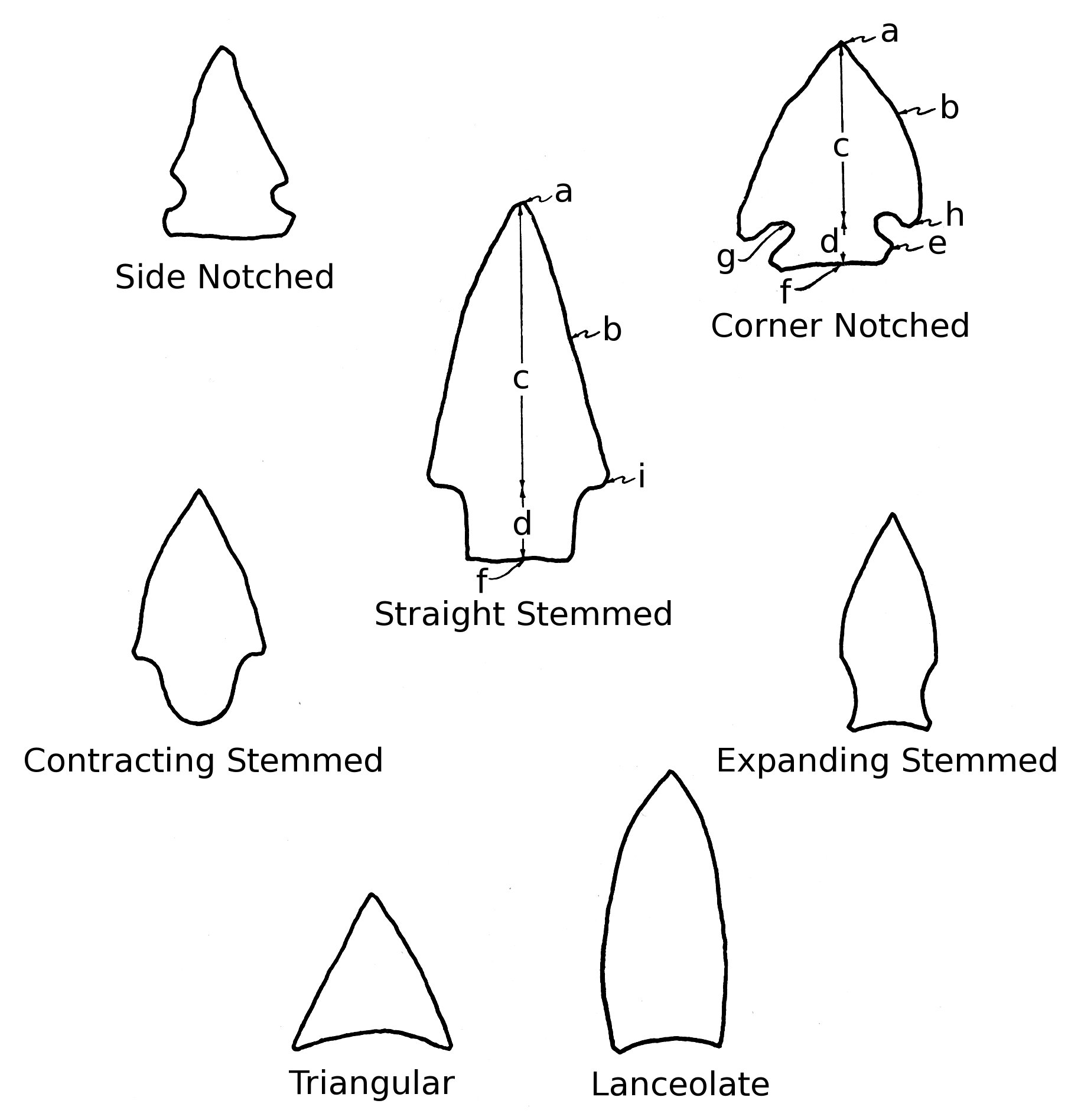
Verschiedene Formen von Projektilspitzen mit englischsprachiger Bezeichnung

Als Projektilspitze (engl.: projectile point) werden aus Stein gefertigte Werkzeuge prähistorischer Indianerkulturen in Amerika bezeichnet. Sie waren die ersten und sind bis heute die häufigsten Funde paläoindianischer Kulturen und ihre teilweise charakteristischen Formen dienen zur Abgrenzung der Epochen.
Typisch ist, dass die Werkzeuge sowohl an einem Stab befestigt werden konnten, um als Wurfspeer oder in späteren Epochen als Pfeilspitze zu dienen, als auch mit der Hand als Messer geführt wurden. Fast alle Projektilspitzen sind beidseitig zu Klingen geschlagen. Zur Befestigung waren frühe Formen an der Basis kanneliert mit beidseitigen Flächenretuschen, um in gespaltene Stäbe eingesetzt zu werden. Später wurden die Formen detaillierter und wiesen mittig einen ausgezogene Stiel mit Kerben auf, während seitlich Widerhaken die Wirkung der Spitze verstärken sollten.

## Typisierung
Die bis dahin unbestrittene Zuordnung von Projektilspitzen zu Typen und die darauf gestützte Definition von archäologischen Kulturen wurde seit den 1950er Jahren zunehmend kritischer gesehen und die Methodik in Frage gestellt. Statt der abgegrenzten Typen wurde ein Kontinuum der Formen diskutiert und jeder Typus nur als analytisches Werkzeug für konkrete Fragestellungen akzeptiert. Ab den 1970er Jahren wurden die bisherigen Typen mittels umfangreicher empirischer Untersuchungen und erstmals mit mathematischen Modellen überprüft. Dabei wurden die Konzepte weitgehend bestätigt. Jüngere Auswertungen massenhafter Erfassungen mit neuronalen Netzen zeigten neue Methoden zur Bildung von Typen und konnten zugleich die Validität der bisherigen Typologie bestätigen.

## Begriffsentwicklung und Abgrenzung
Ursprünglich wurde der Begriff projectile point von amerikanischen Archäologen funktional für die Spitzen von Wurfspeeren und Pfeilen verwendet, bis sich bei der Untersuchung von Gebrauchsspuren herausstellte, dass die vermeintlichen Speerspitzen auch mit der Hand geführt und wie ein Messer gebraucht wurden. Als formaler Begriff wurde dann biface (auf Deutsch üblicherweise mit Faustkeil übersetzt) eingeführt, um Steinwerkzeuge zu beschreiben, die beidseitig (bi face) flächig – im Gegensatz zu nur an den Kanten – bearbeitet worden waren. Die Terminologie wurde jedoch nicht scharf durchgehalten, einige Wissenschaftler bezeichneten jedes beidseitig bearbeitete Objekt als biface, auch projectile points und sogar Bohrwerkzeuge, während andere den Begriff nur als Auffangkategorie verwendeten, für Objekte, die nicht als points, knives (Messer) oder anderes angesprochen werden konnten.
Ebenfalls unscharf wurde die Abgrenzung zu cores, einem ursprünglich rein formalen Begriff für jeden Stein, von dem Teile zur Gewinnung eines Werkzeugs abgeschlagen worden waren. Dem Begriff lag die Annahme zugrunde, dass prähistorische Kulturen in Amerika Steine aus besonders geeignetem Material als Vorrat mit sich führten, um bei Bedarf Klingen und Schaber aus Abschlägen herstellen zu können. In den 1980er Jahren wurde jedoch erkannt, dass Steine in mehrfachen Funktionen genutzt wurden: Ein als großer biface zugehauener Stein (auch als hand axe bezeichnet) aus hochwertigem Material konnte nicht nur für grobe Arbeiten eingesetzt werden, sondern war zugleich Werkstoffvorrat, von dem Klingen abgeschlagen werden konnten. Oder er konnte ganz oder in Teilen zu projectile points verarbeitet werden. Auch wurden abgenutzte oder beschädigte Werkzeuge häufig durch flache Abschläge wieder nutzbar gemacht oder zu anderen Formen zurechtgehauen. Dabei wurden auch größere Werkzeuge in kleinere völlig anderen Typus umgearbeitet, etwa große Steinmesser in kleinere Projektilspitzen.
Eine scharfe Abgrenzung ist heute nicht möglich, sondern muss im Einzelfall spekulativ bleiben. Üblich ist die Bezeichnung Projektilspitze für Artefakte, die durch eine Retusche der Seitenflächen oder einen Stiel zur Befestigung an einem Speer geeignet waren.